# 1959년 뉴욕 영화 비평가 협회상
제25회 뉴욕 영화 비평가 협회상은 1959년 영화를 대상으로 하는 시상식이다.

## 수상 및 후보

### 작품상
- 벤허

### 감독상
- 파계 - 프레드 진네만 수상

### 각본상
- 살인자의 해부 - 윈델 메이에스 수상

### 여우주연상
- 파계 - 오드리 헵번 수상

### 남우주연상
- 살인자의 해부 - 제임스 스튜어트 수상

### 외국영화상
- 400번의 구타